# Centrospermae
Centrospermae là một tên gọi thực vật miêu tả, được Eichler công bố năm 1876 (và một phần năm 1878), có nghĩa là "với hạt ở trung tâm", nhằm nói tới kiểu đính noãn trung tâm hay kiểu đính noãn gốc kết hợp với các trục dọc cong (campylotropy hay amphitropy) của noãn, hạt với ngoại nhũ, và các phôi cuộn hay cong ở vị trí ngoại biên. Nó được sử dụng trong hệ thống Engler và hệ thống Wettstein) để chỉ một bộ thực vật hạt kín.
Trong định nghĩa của mình, Centrospermae tương ứng khá gần với bộ Caryophyllales trong hệ thống Cronquist. Trong hệ thống APG III và trong các phiên bản mới nhất của hệ thống Kubitzki thì Caryophyllales được định nghĩa để bao hàm rộng hơn nhiều so với Centrospermae.
Các nghiên cứu phát sinh chủng loài phân tử đã chỉ ra rằng Centrospermae là đơn ngành. Nó tương đương với một nhánh được biết đến như là Caryophyllales phần lõi, khi phần này được định nghĩa để loại bỏ các họ Rhabdodendraceae, Simmondsiaceae, Physenaceae và Asteropeiaceae.